# Amr Essam Ramadan
Amr Essam Ramadan – es un deportista egipcio que compite en lucha libre. Ganó una medalla de bronce en el Campeonato Africano de Lucha de 2016, en la categoría de 61 kg.

## Palmarés internacional
| Campeonato Africano | Campeonato Africano | Campeonato Africano | Campeonato Africano |
| Año                 | Lugar               | Medalla             | Categoría           |
| ------------------- | ------------------- | ------------------- | ------------------- |
| 2016                | Alejandría (Egipto) | Medalla de bronce   | 61 kg               |